# Schweizerische Vereinigung städtischer Polizeichefs
Die Schweizerische Vereinigung städtischer Polizeichefs (SVSP) ist die Dachorganisation der Chefs der Stadt- und Gemeindepolizeien in der Schweiz. Sie wurde 1920 gegründet und seither nach dem sogenannten Vorortsprinzip geführt, d. h. ihre Funktionäre haben eine begrenzte Amtszeit und die leitenden Organe tagen wechselweise an verschiedenen Orten in der ganzen Schweiz. 

## Die Organisation in verschiedenen Kantonen
In der Schweiz verfügen die Kantone über die Polizeihoheit. Die meisten Kantone delegieren einen Teil ihrer Polizeikompetenzen an ihre Städte und Gemeinden.
Rund hundert leitende Organe schweizerischer Stadt- und Kommunalpolizeien vereinen sich in der SVSP. Sie befassen sich namentlich mit der Prävention und der Bekämpfung urbaner Kriminalität. Ihre Arbeitsphilosophie richtet sich nach den Erkenntnissen des Community Policing (Schweiz). Die SVSP sucht gemeinsam nach Lösungen zur Bewirtschaftung des öffentlichen Raumes und der Zusammenarbeit mit Partnerorganisationen wie den Kantonalpolizeien, Sozialdiensten oder Feuerwehr und Zivilschutz. 
Kanton Aargau: 
Zu Beginn des neuen Jahrtausends bildete die Aargauer Regierung Regionalpolizeien, in deren Zentrum jeweils ehemalige Stadtpolizeien stehen: Wettingen, Baden, Aarau, Lenzburg und Zofingen. Hinzu kommt neu das Fricktal. Ab dem 1. Januar 2014 werden 17 Aargauer Regionalpolizeien konstituiert sein. 
Kanton Basel-Landschaft: Nebst mehreren Kommunen wie etwa Bubendorf verfügt insbesondere Hauptort Liestal über eine eigene Polizei-Organisation.
Kanton Bern: 
Mit einer Volksabstimmung vom 11. März 2007 beschloss das Bernervolk, dass es ab 1. Januar 2008 nur noch eine Polizei geben würde. Die Stadtpolizei Bern wurde damit am 1. Januar 2008 in das kantonale Polizeikorps integriert. Seit 2011 sind sämtliche kommunale Korps im Kanton Bern in der Einheitspolizei Police Bern (der Kantonspolizei Bern) vereint. 
Kanton Graubünden: 
In diesem grossflächigen, stark kompartimentierten Kanton hat die kommunale Autonomie eine hohe Bedeutung und so auch die binnenkantonale Polizeihoheit. Bündner Stadtpolizei-Korps: Chur (Coira) und St. Moritz. 
Kanton Jura:
Sowohl die Hauptstadt Delsberg (Delémont) wie auch Pruntrut (Porrentruy) verfügen über eigene Organisationen. 
Kanton Luzern
Zum Ende des Jahres 2009 schlossen sich die Kantonspolizei Luzern sowie das Polizeikorps der Stadt Luzern zur Luzerner Polizei zusammen. 
Kanton St. Gallen
Die Stadt St. Gallen verfügt über ein eigenständiges und in der Kantonsverfassung verankertes Polizeikorps. 
Kanton Solothurn: 
Seit 2005 beschäftigte die Forderung nach einer Einheitspolizei die Regierung. Von dieser Idee wurde 2009 Abstand genommen, die Städte wollten ihre Polizeikompetenzen nicht abtreten. Ab Januar 2010 wird die Kantonalsolothurner Polizeiführung gestrafft, die Stadtpolizeikorps Solothurn und Grenchen bleiben bestehen; die Stadtpolizei Olten wurde zum 1. Januar 2016 in die Kantonspolizei Solothurn integriert.  
Kanton Tessin (Ticino): 
Lugano, Locarno, Bellinzona und mehrere Gemeinden haben eigene Korps. 
Kanton Waadt (Vaud): 
Die Waadtländer Abstimmung zur Schaffung einer Einheitspolizei vom 27. September 2009 scheiterte: Der binnenkantonale Polizeiföderalismus  wird neu in interkommunalen Polizei-Organisationen reorganisiert, die kommunalen Polizeikompetenzen bleiben jedoch weitgehend bestehen. Das bedeutendste Korps führt die Stadt Lausanne. Weitere Waadtländer Korps sind beispielsweise die Polizeien Lausanne-Est und -Ouest, des Chablais Vaudois oder Nord-Vaudois. 
Kanton Wallis (Valais): 
Im zergliederten Bergkanton existieren zahlreiche Gemeindepolizeien. Städtische Korps sind Sitten (Sion), Martigny, Siders (Sierre), Crans-Montana, Visp (Viège) und Brig.
Kanton Zürich: 2001 verwarf das Stimmvolk die Schaffung einer Einheitspolizei. Seither wirken neben der Kantonspolizei im Wesentlichen die Stadtpolizei Zürich sowie die Stadtpolizei Winterthur nach Massgabe des Polizeiorganisationsgesetzes aus dem Jahr 2006. Zudem arbeiten rund vierzig weitere Stadt- und Gemeindepolizeien, darunter etwa diejenige von Uster auf ihren kommunalen Hoheitsgebieten. 
Die genaue Anzahl konstituierter Schweizer Stadt- und Gemeindepolizeien kann nicht genannt werden, zu verschieden sind die Regelwerke und Organisationen. Tatsache ist jedoch, dass die Schweizerische Vereinigung städtischer Polizeichefs rund hundert Mitglieder zählt.
Das Pendant zur SVSP ist die Konferenz Kantonaler Polizeikommandanten der Schweiz (KKPKS). Der amtierende Präsident der SVSP ist jeweils auch Vorstandsmitglied der KKPKS und verantwortlich für das Ressort urbane Sicherheit. 

## Präsidenten SVSP
- 2022 bis dato Co-Präsidium Roberto Torrente, Kommandant der Stadtpolizei Lugano und Ralph Hurni, Kommandant der Stadtpolizei St. Gallen;
- 2021 bis 2022 Olivier Bottéron, Commandant de la police municipale de Lausanne (vorzeitiger Rücktritt);
- 2019 bis 2021 Daniel Blumer, Kommandant der Stadtpolizei Zürich;
- 2016 bis 2019 Ralph Hurni, Kommandant der Stadtpolizei St. Gallen;
- 2013 bis 2016 Fritz Lehmann, Kommandant der Stadtpolizei Winterthur;
- 2010 bis 2013 Roberto Torrente, Kommandant der Stadtpolizei Lugano;
- 2007 bis 2010 Pius Valier, Kommandant der Stadtpolizei St. Gallen;
- 2004 bis 2007 Gérard Hagenlocher, Kommandant der Stadtpolizei Lausanne;
- 2001 bis 2004 Philipp Hotzenköcherle, Kommandant der Stadtpolizei Zürich.